# 阿尔维斯图尔
阿尔维斯图尔（西班牙語：Albíztur）是西班牙巴斯克自治区吉普斯夸省的一个市镇。总面积13平方公里，总人口287人（2001年），人口密度22人/平方公里。